# Alishan

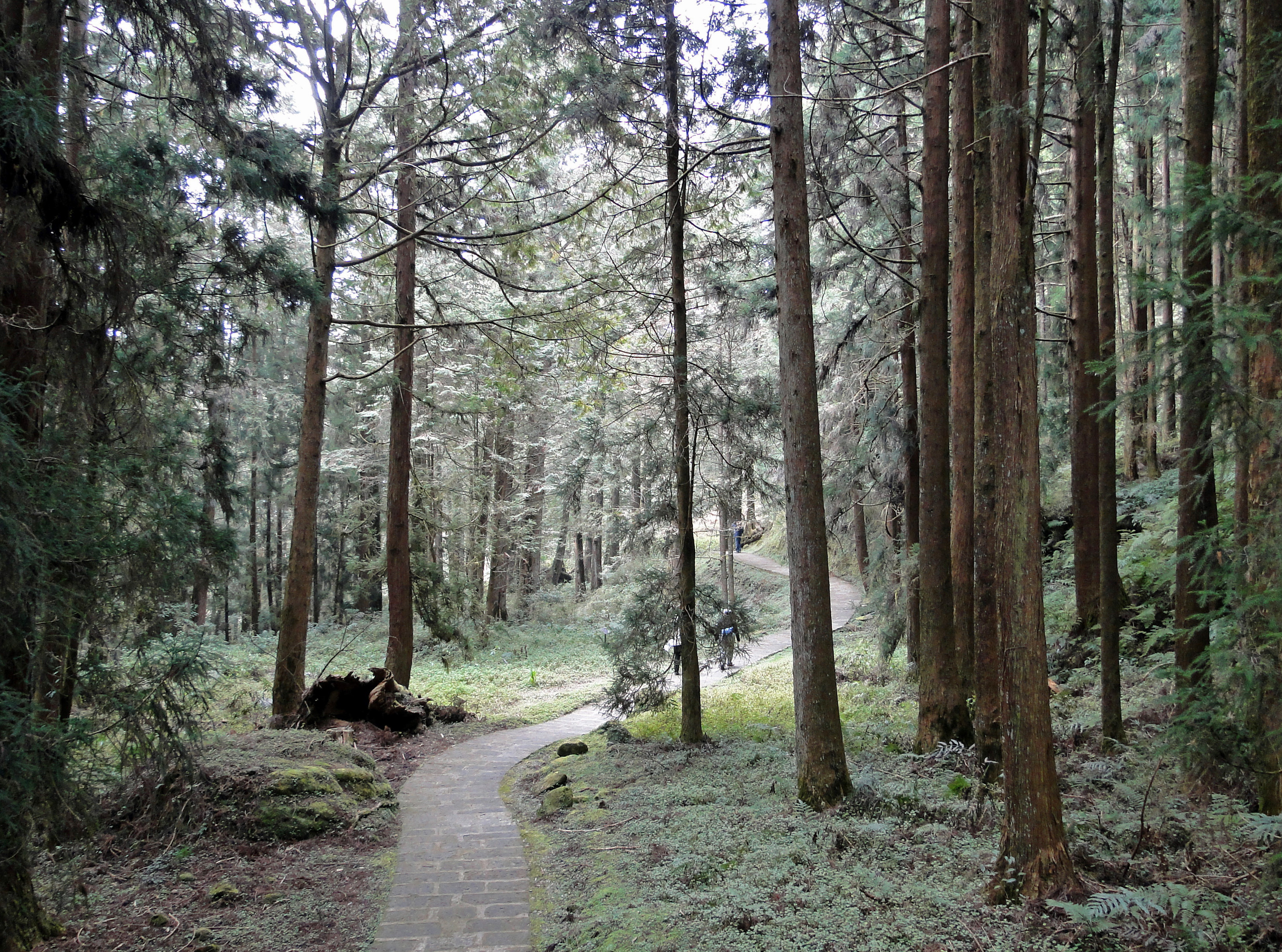
Área escénica de Alishan

El área escénica o paisaje pintoresco de Alishan (阿里山國家風景區) es un centro turístico de montaña y reserva natural ubicada en las montañas del condado de Chiayi en Taiwán. Tiene una superficie de 415 km². Incluye, entre otras cosas, paisaje de montaña, cuatro pueblos, cascadas, plantaciones de té en altura, el ferrocarril del bosque de Alishan, y varias rutas de senderismo. La zona es popular entre los turistas y los escaladores, y Alishan, o monte Ali, en sí mismo se ha convertido en uno de los atractivos turísticos que se asocian a Taiwán. La zona es también famosa por su producción de wasabi o té de montaña.
Alishan es conocido por sus amaneceres, y en una mañana con las condiciones adecuadas se puede observar al sol sobre un mar de nubes en la zona entre Alishan y Yu Shan. Alishan y el lago de Sol y Luna son dos de los paisajes más conocidos en Asia. La canción Ālǐshān de gūniang (en chino, 阿里山的姑娘; en inglés, "las muchachas de Alishan") que se refiere a las bellas jóvenes a la tribu aborigen Tsou, es una de las canciones folclóricas más populares de Taiwán, además de ser conocida en China y otros países.

## Información geográfica

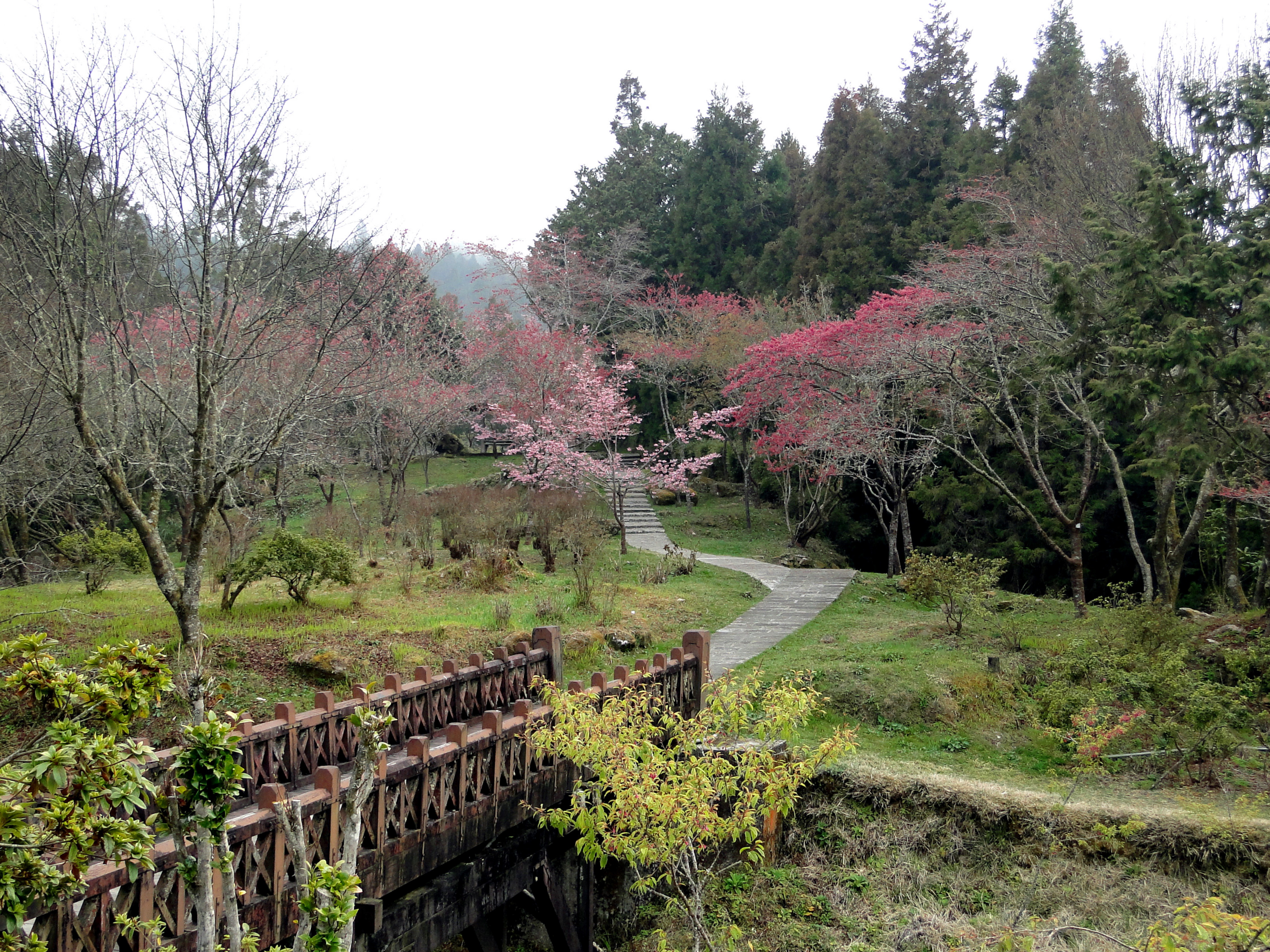
Parque forestal de Alishan

### Clima
El paisaje nacional Alishan abarca varias altitudes. En las zonas bajas, como el municipio de Leye, se da el mismo clima tropical y subtropical que en el resto del sur de la isla de Taiwán, mientras que el clima cambia a alpino conforme se incrementa la altitud. A veces cae nieve en las partes más altas, durante el invierno.
Esta zona abarca la mayor parte del municipio rural de Alishan, aunque no todo él, dentro del condado de Chiayi, y también parte del término de ciudades vecinas.

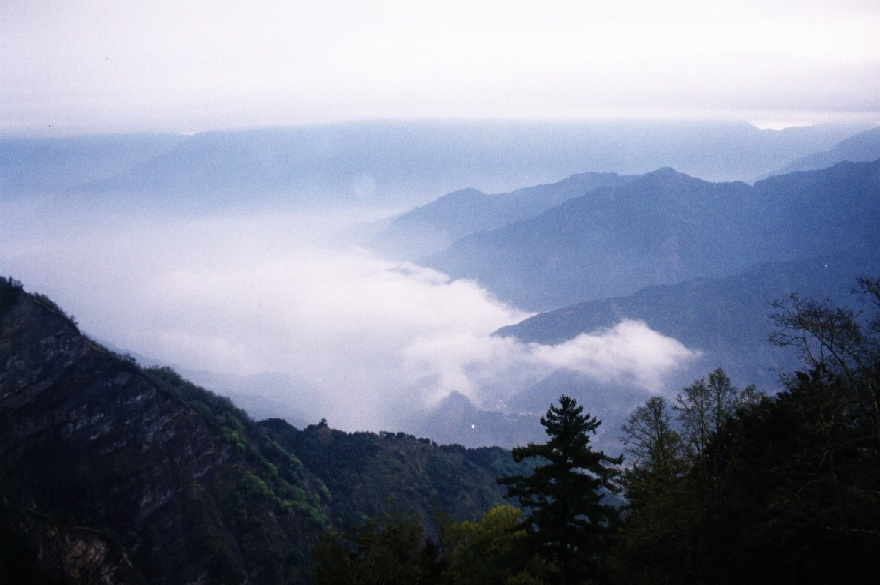
Amanecer desde Alishan.

- Temperaturas medias:
  - Parte inferior: 24 °C en el verano, 16 °C en el invierno.
  - Altitud media: 19 °C en el verano, 12 °C en el invierno.
  - Partes más altas: 14 °C en el verano, 5 °C en el invierno.

### Información topográfica
- Número de picos por encima de los dos mil metros: 25
- Punto más elevado: Da Ta Shan (大塔山), 2.663 m.
- Altura media de la cordillera Alishan: 2.500 m.

### Flora y fauna
Árboles destacados en la zona incluyen:
- Taiwania cryptomerioides, una gran conífera de la familia de los cipreses (Cupressaceae), la misma que las siguientes tres especies.
- Chamaecyparis formosensis, o ciprés de Formosa.
- Chamaecyparis taiwanensis.
- Cunninghamia konishii.
- Pinus taiwanensis, o pino rojo de Taiwán.
- Picea morrisonicola, o picea de Yüshan.
- Pseudotsuga sinensis var. wilsoniana, o Pino Douglas chino.
- Abies kawakamii, una especie de conífera en la familia de las Pinaceae, que sólo se puede encontrar en Taiwán.
- Tsuga chinensis var. formosana, cicuta taiwanesa o china.
- Ulmus uyematsui, una especie de olmo que sólo se encuentra en la región de Alishan.

## Historia

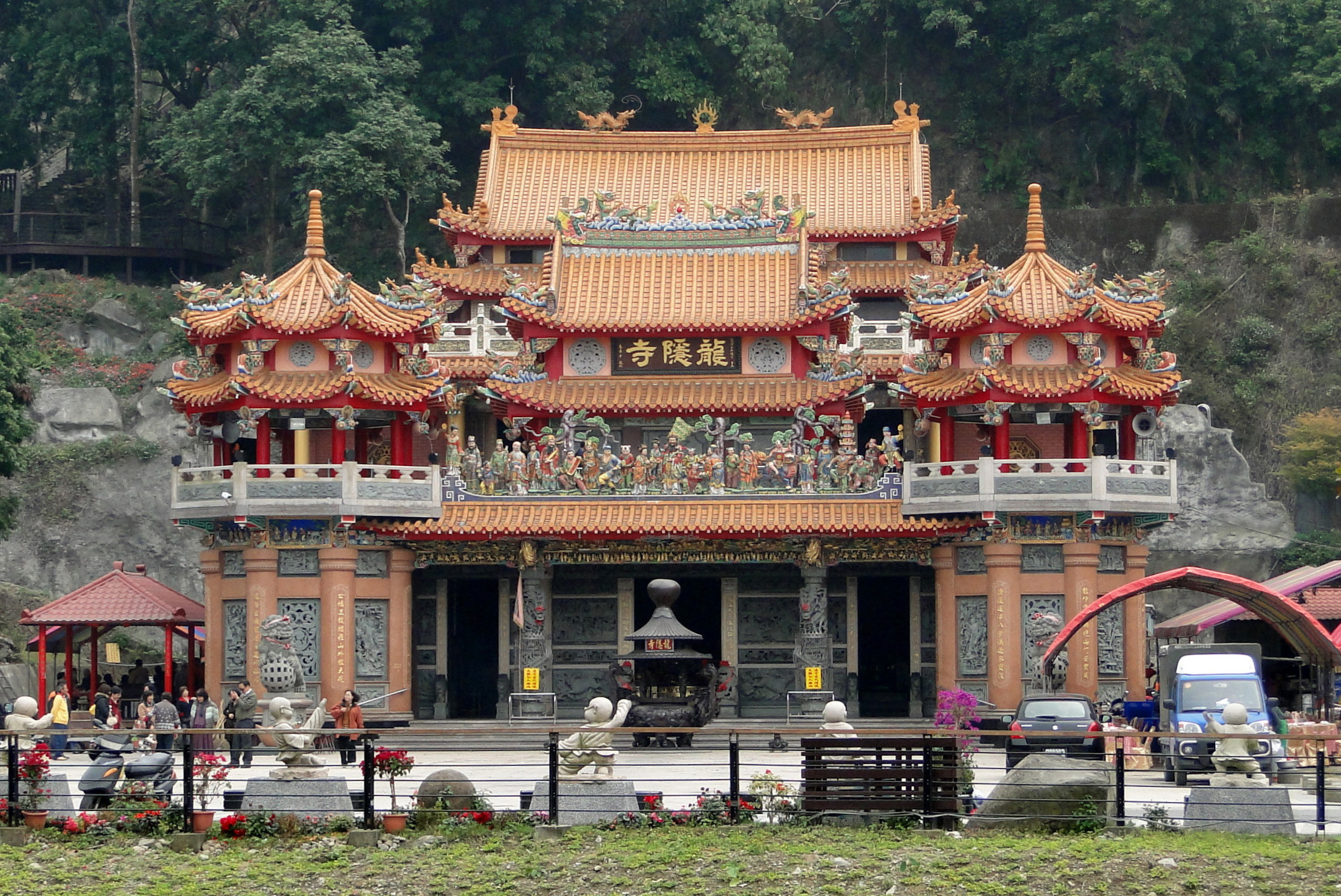
Templo Longyin del pueblo de Chukou, en el área de Alishan.

La zona de Alishan estuvo originariamente poblada por la tribu tsou de aborígnes taiwaneses; el nombre deriva de la palabra aborigen Jarissang. Colonos de etnia china han se asentaron primero en las llanuras cerca de lo que hoy en día es Chiayi ya a finales de la dinastía Ming (alrededor de mediados del siglo XVII), pero no se trasladaron a las montañas hasta finales del siglo XVIII, estableciendo las ciudades de Ruili (瑞里), Ruifeng (瑞峰), Xiding (隙頂), y Fenqihu (奮起湖). Le siguieron encuentros armados entre los colonos y los aborígenes, en los que estos últimos se vieron obligados a internarse aún más adentro de las montañas.
Tras la cesión de Taiwán a Japón al final de la primera guerra sino-japonesa, las expediciones japonesas a la zona encontraron amplias cantidades de cipreses (檜木, o "hinoki" en japonés). Esto llevó al desarrollo de la industria de la tala en la zona y a la exportación de cipreses locales y madera de Taiwania. Se construyó una serie de ferrocarriles de vía estrecha en la zona en aquella época para facilitar el transporte de la madera desde las montañas hasta las llanuras que quedaban debajo, parte de los cuales siguen operando hoy en día como el ferrocarril forestal de Alishan. Empezaron a surgir nuevos pueblos a lo largo de las líneas de ferrocarril. También fue en esta época cuando los primeros turistas empezaron a visitar la zona. Se planeó entonces incorporar la zona al nuevo parque nacional Niitaka Arisan (新高阿里山国立公園).
Con el agotamiento de los recursos forestales en los años setenta, el turismo nacional y extranjero tomaron el relevo a la silvicultura como principal actividad económica de la zona. La industria turística siguió expandiéndose con la terminación de la autopista de Alisan en los años ochenta, desplazando al derrocarril como el principal medio de transporte a la montaña. Para combatir los problemas asociados con las crecientes multitudes de turistas y la expansión de las plantaciones de té y wasabi, la zona fue declarada paisaje protegido en 2001.
El 1 de diciembre de 2014, estalló un incendio en Alishan afectando a más de cinco hectáreas de tierra. La zona afectada se encontraba cerca del puente Tapang No. 3. Se cree que el fuego se debió a la sequedad del terreno que quedó vulnerable al fuego debido a la ausencia de lluvia en la zona durante meses.

## Atracciones y lugares de interés
- Fenqihu (奮起湖)

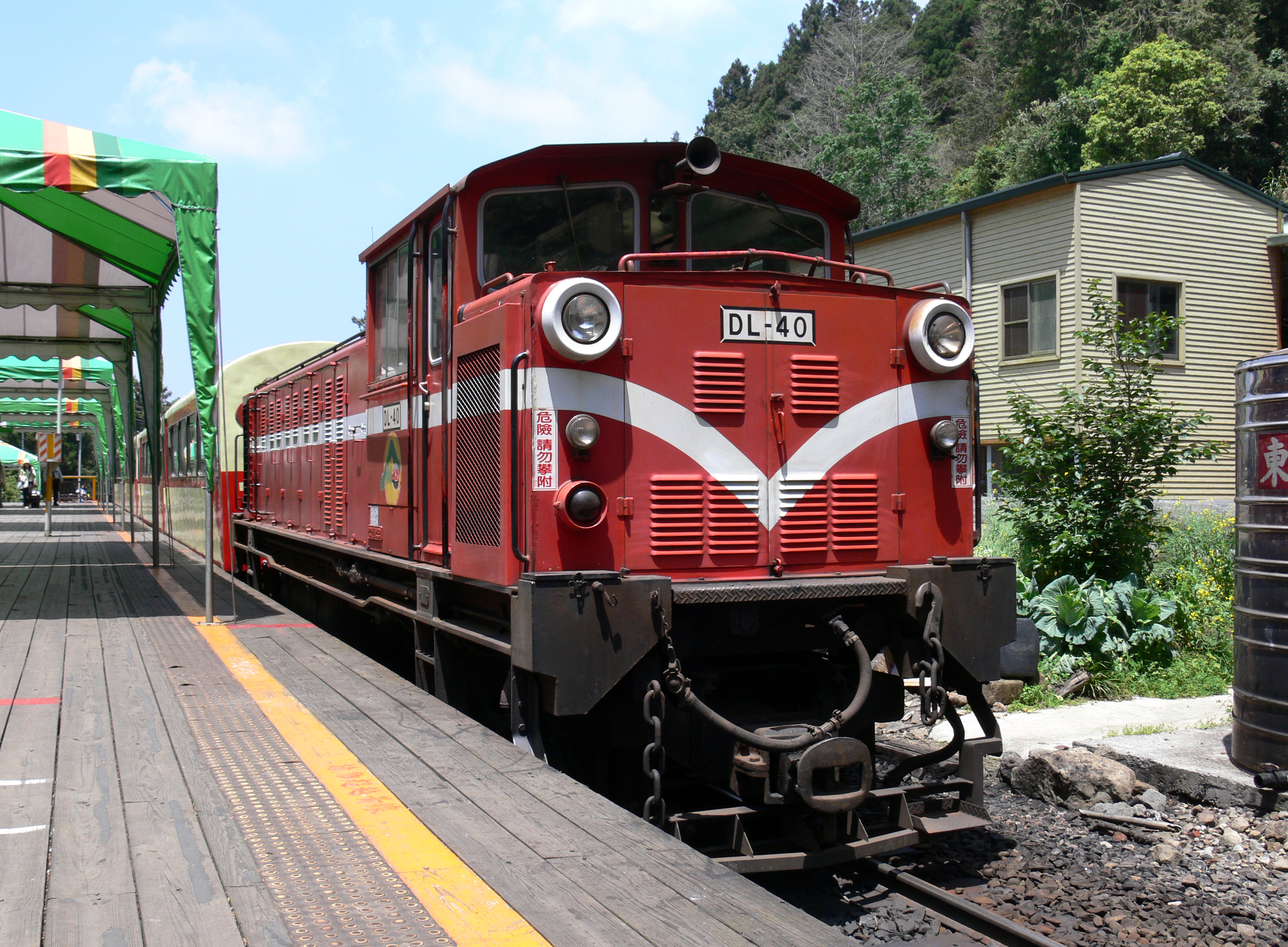
Un tren construido por los japoneses en el ferrocarril forestal de Alishan.

Pequeña ciudad de casas bajas, construidas en madera, en la ladera de la montaña, a 1.400 metros de altitud, a medio camino del ferrocarril forestal de Alishan. Famosa por las formaciones de roca naturales, corrientes de montaña, bosques y ruinas de un templo Shinto en los alrededores. También famoso por su producción de comida a gran altitud, como brotes de bambú y gelatina de aiyu (愛玉). Las fiambreras locales (奮起湖便當, Fenqihu bento) que en el pasado se vendían a los pasajeros del ferrocarril son también conocidas.